# Packard Stream
Koordinaten: 77° 22′ S, 162° 12′ O
Der Packard Stream ist ein Gletscherbach im ostantarktischen Viktorialand. Im Victoria Valley fließt er vom Packard-Gletscher in südlicher Richtung zum Kite Stream. Der Bach liegt 5 km nordöstlich des Lake Vida und 8 km südwestlich des Unteren Victoria-Gletschers.
Das Advisory Committee on Antarctic Names benannte ihn 2014 in Anlehnung an den ihn speisenden Gletscher. Dessen Namensgeber ist der neuseeländische Biologe Andrew Packard (* 1929), zwischen 1957 und 1958 Mitglied der neuseeländischen Mannschaft bei der Commonwealth Trans-Antarctic Expedition (1955–1958).